# Дарбазі
Дарбазі́ — стародавнє житло Закавказзя. В Грузії називається дарбазі, у Вірменії — тун, хацатун, в Нагірному Карабасі — карадам, в Південній Осетії — ердоян сахлі.
Дарбазі зазвичай повністю чи частково виривалося у схилах гір чи пагорбів. Повністю наземні були рідкістю. Стіни дарбазі робилися з каменю бутової кладки траплялися ґрунтові чи рідше дерев'яні, мали численні ніші господарчого призначення. В центрі жилого дому було відкрите багаття. Особливістю дарбазі була система квадратного чи восьми або ж дванадзятикутного перекриття яке зводилося з балок чи колод на опорних стовпах, що грузинською звалися дедабодзі — матір-стовп. Це перекриття ярусами підіймалося уверх утворюючи округле чи усічено-пірамідальне склепіння, на верху якого розташовувався димовий отвір. Перекриття покривалося дошками, хмизом чи очеретом, а зверху засипалося глиною чи землею. Центральний стоп та інші дерев'яні частини прикрашалися візерунками. Дарбазі одночасно було і жилим і господарчім приміщенням.